# ピエール＝ジョゼフ・ルドゥーテ
ピエール＝ジョゼフ・ルドゥーテ (Pierre-Joseph Redouté、1759年7月10日 - 1840年6月20日)は、南ネーデルラント出身のベルギーの画家、植物学者。
ユリやバラなどの植物を描いた博物画を多く残しており、「バラの画家」「花の画家」として知られる。
銅版画による多色刷り印刷を確立した人物と言われる場合もあるが、彼の作品はすべて手彩色による修正が施されている。

## 「バラの画家」

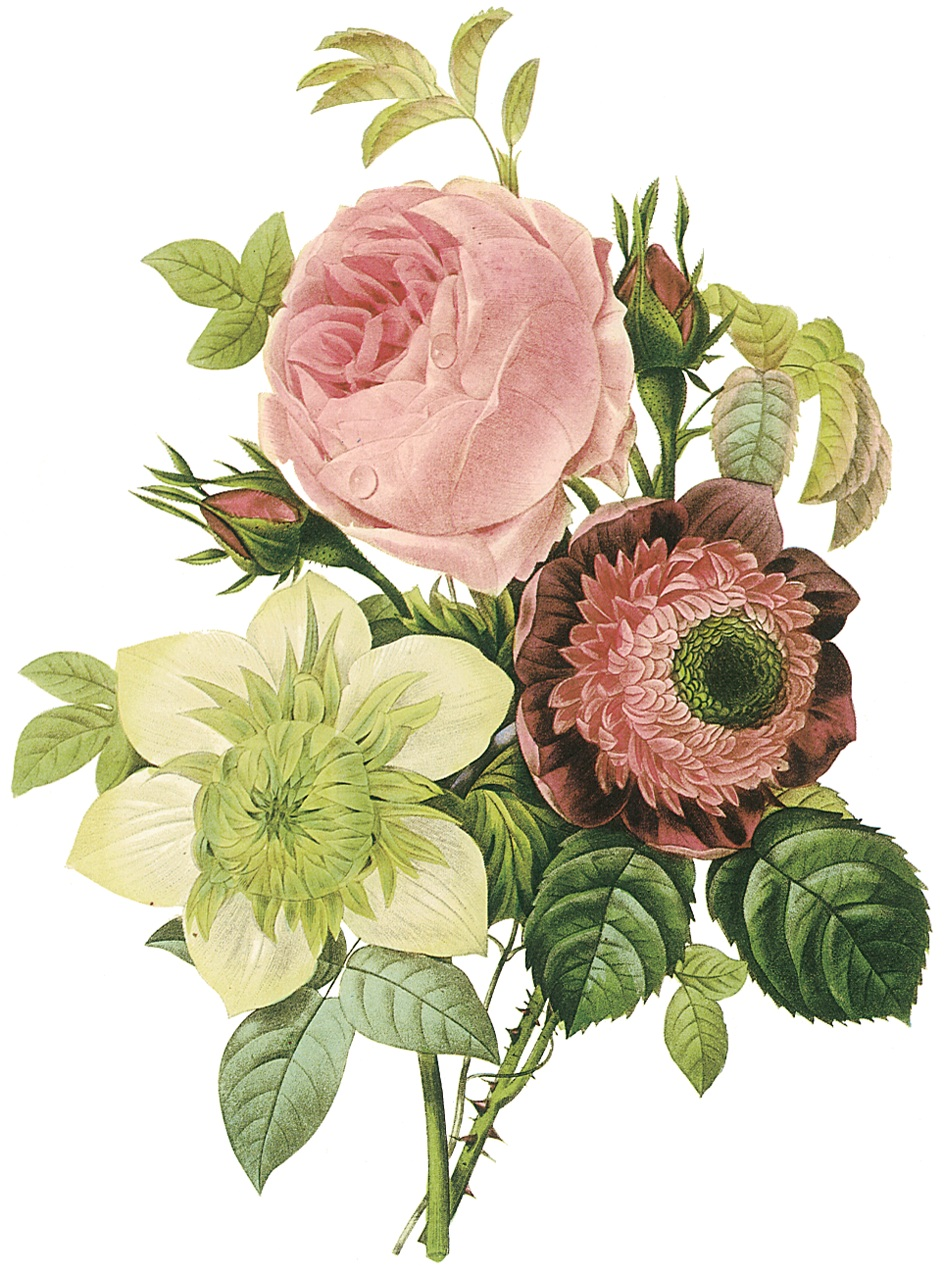
ルドゥーテの植物画。バラの一種「ロサ・ケンテフォーリア」とアネモネとクレマチス。

ナポレオン1世の皇后ジョゼフィーヌがマルメゾン城にバラ園を営み、世界中からバラを蒐集していることを知ったルドゥーテはバラの絵を描くことを思い立ち、ジョゼフィーヌからバラ園の出入りの許可を得た。以来、ルドゥーテはマルメゾン城のバラや他の植物の絵を描くことになった。
ルドゥーテはいくつかの植物図譜を著すが、その中でも「バラ図譜（Les Roses）」は最高傑作と言われる。
「バラ図譜」はジョゼフィーヌの死後の1817年から1824年にかけて全3巻に分けて出版される。「バラ図譜」には169種のバラが精密に描かれ、芸術的価値だけではなく植物学上も重要な資料となっている。
「バラ図譜」の原画は1837年にベリー公妃マリー＝カロリーヌの口利きで国家に買い上げられることとなるが、1871年のルーブルの図書館の火災で消失したと言われている。

## 人生
祖先はネーデルラントの騎士だったが、芸術家を多く輩出する家系であり、職業画家となる人物が多かった。
ジョゼフの父は宗教画家、兄弟は装飾画家を務めており、幼い頃から絵に親しんでいた。
10代後半からパリにある兄の工房で装飾画家を務めていたが、植物画家ヘーラルト・ファン・スパーンドンクに才能を見出され、技術を学び、植物学者シャルル＝ルイ・レリチエ・ド・ブリュテルの著作「新種植物の記述」の挿絵を手がけたことから博物画（植物画）の世界に入った。
ルドゥーテの植物画は絵の正確さから、園芸家などからも支持を集めた。
王妃の蒐集室付素描画家、自然史博物館付植物画家、自然史博物館付図画講師を歴任し、金銭的には恵まれていたが、浪費癖があったため生活はしばしば困窮し、死の直前には銀食器まで売り払うほどだった。

## 略歴
- 1759年　南ネーデルラント（現ベルギー）に生まれる
- 1784年-1785年　「新種植物の記述」出版。挿絵を担当する
- 1789年　王妃の蒐集室付素描画家の称号を得る
- 1793年　自然史博物館付植物画家となる
- 1802年-1816年　「ユリ科植物図譜」出版
- 1817年-1821年　「バラ図譜」出版
- 1822年　自然史博物館付図画講師となる
- 1827年-1833年　「名花選」出版
- 1840年　没
- 1843年　「王家の花束」出版

## 作品

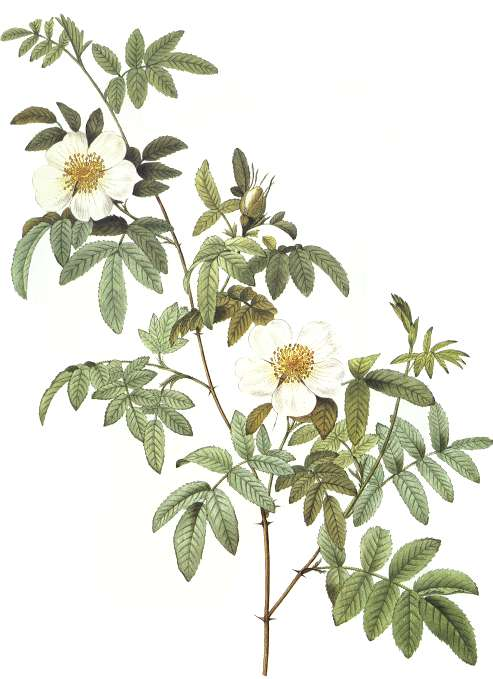
Rosa clinophylla
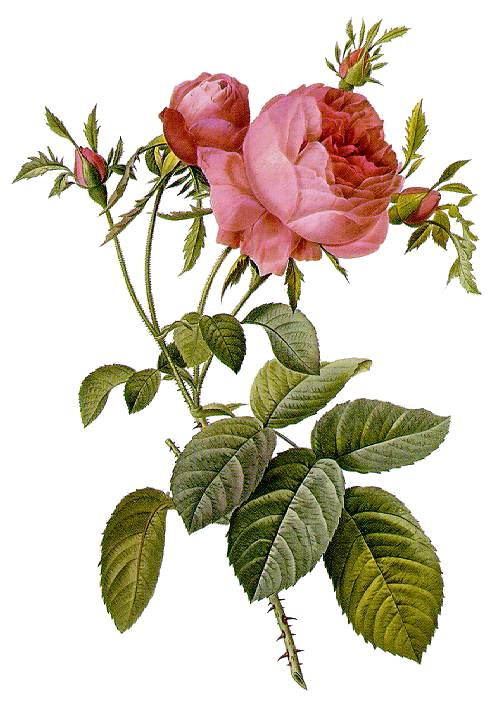
Rosa centifolia (cabbage rose)
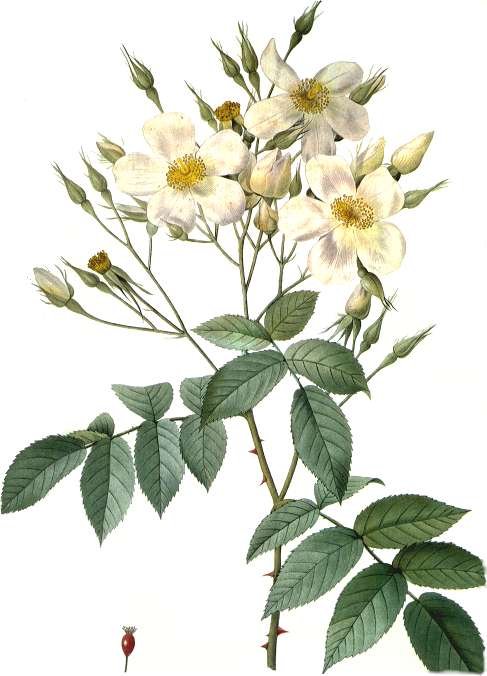
Rosa moschata (musk rose)
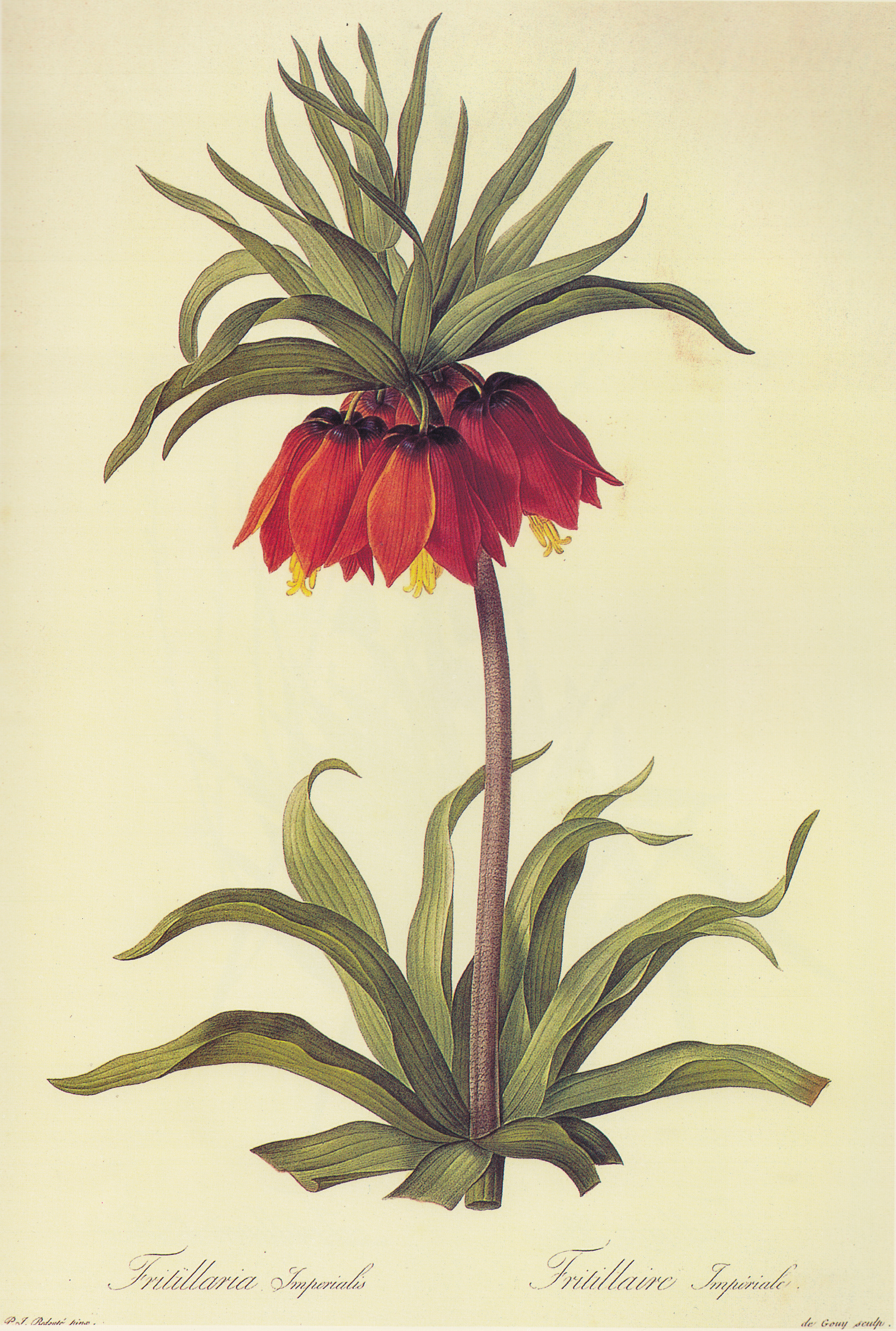
Fritillaria imperialis
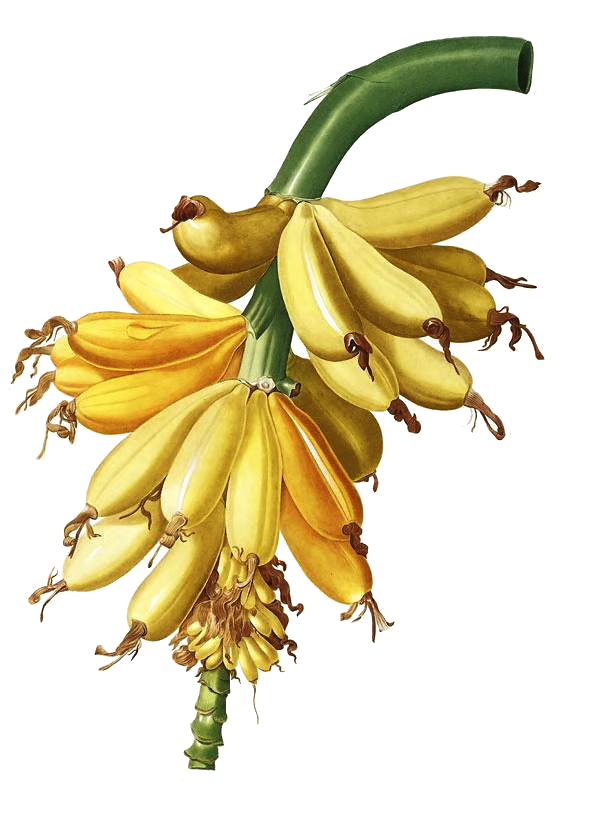
Musa × paradisiaca
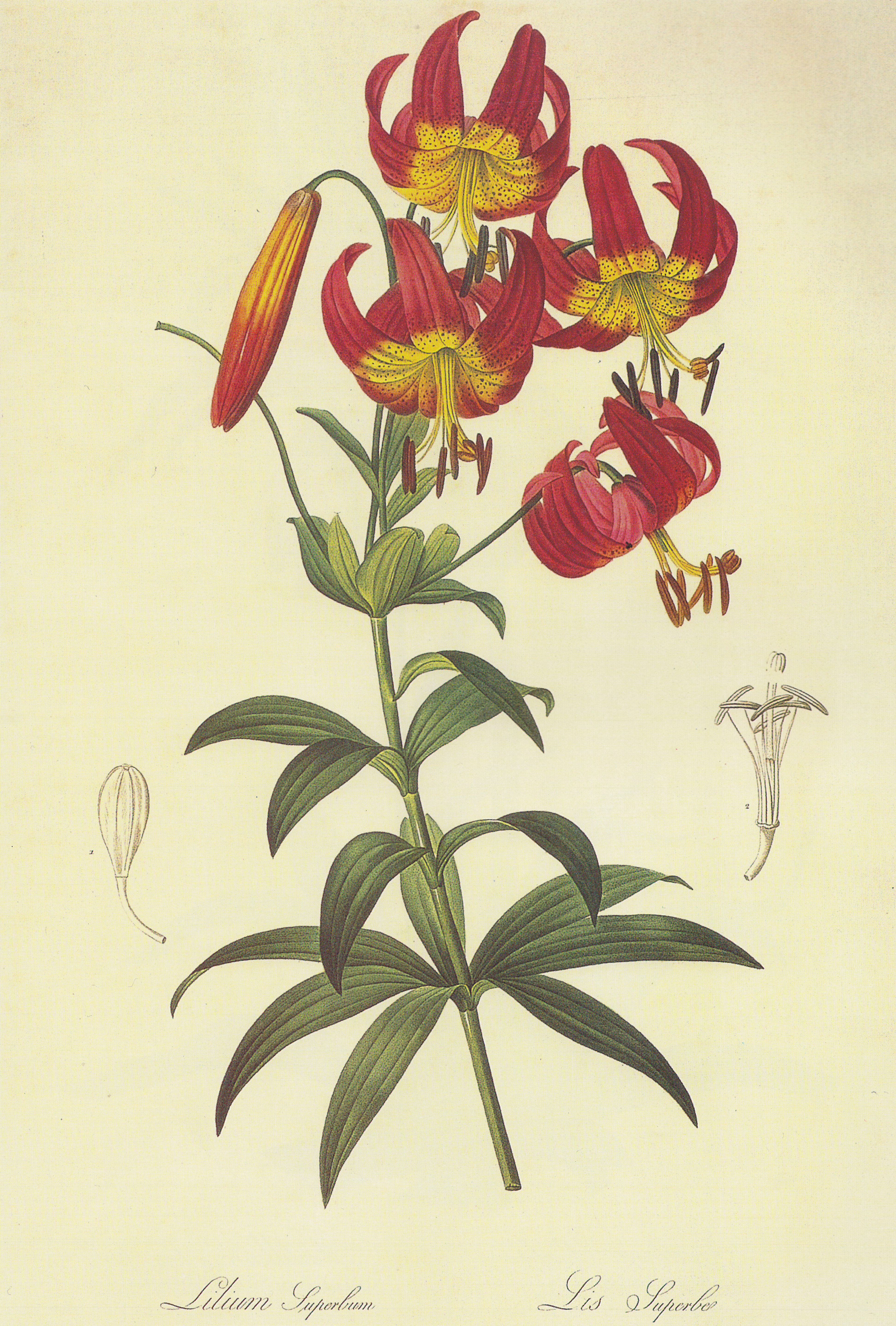
botanical illustration of Lilium superbum

## 日本版著書
- 『バラ図譜 1・2』原題："Les Roses" ISBN 4051511146 & ISBN 4051511154
- 『ユリ科植物図譜 1・2』
- 『美花選 1・2』、各・荒俣宏編・監修
学習研究社、各・1988年。各・レプリカ画集で高額
- 『バラ　全図版』タッシェン・ジャパン、2007年
- 『バラ図譜』河出書房新社、2008年
- 『美花選』河出書房新社、2010年、のち各・普及版で度々再刊